# Gis Gelati (equip ciclista)
L'equip Gis Gelati va ser un equip ciclista italià, de ciclisme en ruta que va competir entre 1978 i 1988. No s'ha de confondre amb el posterior Gis Gelati-Benotto.
Del seu palmarès destaca sobretot la victòria final al Giro d'Itàlia per part de Francesco Moser.

## Principals resultats
- Milà-Sanremo: Roger De Vlaeminck (1979), Francesco Moser (1984)
- Omloop Het Volk: Roger De Vlaeminck (1979)
- Giro de la Romanya: Giuseppe Saronni (1981)
- Milà-Torí: Francesco Moser (1983)
- Giro del Trentino: Harald Maier (1983), Harald Maier (1985)
- Giro del Laci: Francesco Moser (1984)
- Giro dels Apenins: Francesco Moser (1985)
- Setmana Internacional de Coppi i Bartali: Adriano Baffi (1988)

### A les grans voltes
- Giro d'Itàlia
  - 11 participacions (1978, 1979, 1980, 1981, 1982, 1983, 1984, 1985, 1986, 1987, 1988)
  - 23 victòries d'etapa:
    - 3 el 1979: Roger De Vlaeminck (3)
    - 7 el 1980: Giuseppe Saronni (7)
    - 3 el 1981: Giuseppe Saronni (3)
    - 1 el 1983: Palmiro Masciarelli
    - 4 el 1984: Francesco Moser (4)
    - 3 el 1985: Francesco Moser (3)
    - 2 el 1987: Johan van der Velde (2)

  - 1 classificacions finals:
    - Francesco Moser (1984)

  - 5 classificacions secundàries:
    - Classificació per punts: Giuseppe Saronni  (1980, 1981), Johan van der Velde (1987, 1988)
    - Classificació dels joves: Marco Giovannetti (1986)

- Tour de França
  - 1 participació (1986)
  - 0 victòries d'etapa:
  - 0 classificacions finals:
  - 0 classificacions secundàries:

- Volta a Espanya
  - 1 participació (1984)
  - 4 victòries d'etapa:
    - 4 el 1984: Francesco Moser (2), Roger De Vlaeminck, Palmiro Masciarelli

  - 0 classificacions finals:
  - 0 classificacions secundàries: